# Fred Negendanck
Manfred (Fred) Otto Richard Negendanck, född den 2 juli 1937 i Helsingfors, död där den 22 juli 2017, var en finländsk balettdansör, skådespelare, koreograf och konstnär.

## Biografi
Negendanck föddes i en tyskfinlandssvensk familj, som son till en tysk far, Günther Negendanck och finlandssvensk mor, Agnes Nyberg. När Finland bytte sida efter fortsättningskriget 1944 blev familjen tvungen att flytta till Tyskland. Några år senare kunde Negendanck tillsammans med sin mor och två systrar återvända till Finland. Fadern kunde återförenas med familjen efter ytterligare ett år.
Han fick ingen formell balettutbildning, utan tog privatlektioner i två år för balettdansören Kari Karnakoski innan han fick anställning som solistdansör vid Finska Nationaloperan 1958–1969. Han gjorde flera stora dansroller, bland annat Prinsen i Törnrosa, Romeo i Romeo och Julia och Palemon i Ondine. En ryggskada gjorde att han var tvungen att sluta dansa och han fick anställning som skådespelare och koreograf vid Svenska Teatern (1971–2000) och i en kort period (1992–1994) vid Åbo Svenska Teater.
Negendanck var en populär och karismatisk skådespelare. Hans berömda roller var bl.a. Salieri i Amadeus, Albin i musikalen La Cage Aux Folles och Tevje i Spelman på taket. Han gick i pension 2000 men gästspelade bland annat 2015 i Teater Mars uppsättning av Måsen.
Negendanck var också känd som bildkonstnär och dräktdesigner. Han designade dräkter till många teaterproduktioner och lät ställa ut sin konst flera gånger, bland annat på Salon Strindberg och Galerie Oljemark i Helsingfors. Inte heller som bildkonstnär hade han någon formell utbildning. Han fick privatlektioner av konstnären Ann-Marie Häyrén-Malmström, som han även bodde med i tjugofem år. Dock blev förhållandet småningom platoniskt, då Negendanck var homosexuell.
År 1995 erhöll Negendanck Svenska kulturfondens pris för scenkonst. 

## Teaterroller (ej komplett)
| År   | Roll                    | Produktion                                                    | Regi                | Teater             |
| ---- | ----------------------- | ------------------------------------------------------------- | ------------------- | ------------------ |
| 1984 | Fadern                  | Mod min son Lars Norén                                        | Erik Pöysti         | Lilla Teatern      |
| 1984 | Firs                    | Körsbärsträdgården Anton Tjechov                              | Kaisa Korhonen      | Lilla Teatern      |
| 1986 | Platonov                | Vildhonung Michael Frayn eft. Anton Tjechov                   | Jack Witikka        | Svenska Teatern    |
| 1987 | Skalle-Per              | Ronja rövardotter Astrid Lindgren                             | Erik Pöysti         | Svenska Teatern    |
| 1991 | Albin/Zaza              | La Cage aux Folles Jerry Herman och Harvey Fierstein          | Torsten Sjöholm     | Åbo Svenska Teater |
| 1992 | Antonio Salieri         | Amadeus Peter Shaffer                                         | Peter Urbla         | Åbo Svenska Teater |
| 1992 | Narren                  | Trettondagsafton William Shakespeare                          | Ritva Siikala       | Svenska Teatern    |
| 1993 | Herr Schoultz           | Cabaret John Kander, Fred Ebb och Joe Masteroff               | Laila Björkstam     | Åbo Svenska Teater |
| 1994 | Theseus, Oberon         | En midsommarnattsdröm William Shakespeare                     | Ralf Långbacka      | Teater Viirus      |
| 1995 | Tevje                   | Spelman på taket Jerry Bock, Sheldon Harnick och Joseph Stein | Kurt Nuotio         | Svenska Teatern    |
| 1997 | Mjölnare Much           | Robin Hood Anna Simberg                                       | Sven Sid            | Svenska Teatern    |
| 1998 | Zacharias Topelius d.ä. | Topelius! Lars Huldén                                         | Sven Sid            | Svenska Teatern    |
| 1998 | Akrura                  | Pojken Blå Christina Andersson                                | Ralf Forsström      | Svenska Teatern    |
| 1999 | Ruben Zevi m.fl.        | Stjärnornas kungabarn Zacharias Topelius                      | Joakim Groth        | Svenska Teatern    |
| 2001 | Gandalf                 | Sagan om ringen J. R. R. Tolkien                              | Andrey von Schlippe | Svenska Teatern    |
| 2015 | Firs                    | Måsen Anton Tjechov                                           | Åsa Salvesen        | Teater Mars        |